# Astragalus wilmottianus
Astragalus wilmottianus är en ärtväxtart som beskrevs av Nikolai Andreev Stojanov. Astragalus wilmottianus ingår i släktet vedlar, och familjen ärtväxter. Inga underarter finns listade i Catalogue of Life.